# Kwamain Mitchell
Kwamain Mitchell, né le 23 septembre 1989, à Milwaukee, au Wisconsin, est un joueur américain de basket-ball. Il évolue au poste de meneur.

## Palmarès
- Champion de Lettonie 2016